# Синагога у Вуковару
Синагога у Вуковару била је главни молитвени дом јеврејске заједнице у Вуковару у Хрватској, прво у мањој синагогоги изграђеној 1845. године, продатој калвинистичкој цркви 1910. године, а затим у већој изграђеној 1889. године у тадашњој држави Краљевина Хрватска и Славонија (мађ. Horvát-Szlavónia Királyság, нем. Königreich Kroatien und Slawonien) која је била номинално аутономна краљевина унутар Краљевине Угарске у саставу Аустроугарске монархије. Тада је синагога у Вуковару припадала Земљама круне Светог Стефана, односно мађарском делу Монархије, у којем је поглавар дома Хабсбурговаца владао као краљ.

## Историја
Вуковарски Јевреји доселили су се у град с почетка 19. века из других делова Хабзбуршке монархије и временом постала једна од најстаријих и најзначајнијих јеврејских заједница у Хрватској с краја 19 и с почетка 20 века.
Почетком 20. века у Хрватској и Славонији било је 27 јеврејских општина, а највеће су биле у Загребу и Осијеку, које су имале по 2.000 људи (4% становништва Загреба и 8% становништва Осијека). У 14 општина било је преко 200 људи. Једанаест општина имало је своје рабине, а у осталим су били рабински изасланици. Постојале су четири јеврејске школе, у Загребу, Осијеку, Земуну и Вуковару. Већа заједница је била напредна (само две су биле православне), па су у својим синагогама имале органе.
На подручју Хрватске и Славоније у првим годинама 20. века Јевреји су били присутни у свим занимањима, чак и у пољопривреди, што је била реткост у другим европским регионима. Међутим, углавном су се бавили трговином на велико и мало. Јеврејски индустријалци управљали су већином дрвне индустрије. Од 200 правника, тридесет су били Јевреји. Поред тога, десет је било судија. Педесет јеврејских лекара имало је своју приватну ординацију. У интелектуалном пољу била је важна Задруга јеврејске омладине у Загребу, основана 1899. године, која је проучавала историју и науку. Према подацима из 1910. године, у Хрватској и Славонији:
- 48,64% свих Јевреја бавило се трговином,
- 25,95% индустријом и занатством,
- 4,12% транспортом,
- 6,46% слободним занимањима,
- 2,45% јавном службом.

Прву малу вуковарску синагогу саградио је 1845. године архитекта Фран Фунтак, а другу Велику вуковарску синагогу за преко 200 чланова вуковарске јеврејске заједнице саградио је 1889. аустроугарски архитекта нем. Ludwig Schöne.
На почетку Другог светског рата, 1941. године, нацисти су опљачкали и опустошили синагогу. Готово сви чланови јеврејске заједнице Вуковар су ухапшени и депортовани у логоре у којима су убијени током холокауста, укључујући рабина Израела Сшира и његову супругу.
По завршетку Другог светског рата како у Вуковару практично није било Јевреја, зграде је почела да пропада због неодржавања. У таквим условима 1958. године хрватска комунистичке власт у тадашњој СФР Југославије срушиле је синагогу и продале земљиште на месту преостале рушевине.
Виртуелну реконструкцију вуковарске синагоге својевремено је обавио Бечки технолошки универзитет.